# Narrow body
Et narrow body passagerfly, er et passagerfly med en bredde i passagerkabinen på mellem 3 til 4 meter og passagersæder opstillet på hver side af en enkelt midtergang. I hver passagerrække er oftest placeret 4-6 passagerer, nogle gange blot 2, fordelt på hver side af midtergangen. Et narrow body ("smal krop") passagerfly med en rækkevidde, der ikke rækker til transatlantiske eller transkontinentale flyvninger, benævnes ofte som et regionalt passagerfly.
Modsætningen til narrow body fly er wide-body passagerfly ("bred krop"), der oftest er konfigureret med flere rejseklasser med en bredde i kabinen på mellem 5 til 7 meter og to mellemgange. Passagererne sidder typisk på rækker med syv til 10 passagerer. Passagerfly med bred krop kan som regel medbringe mellem 200 og 600 passagerer, hvorimod det største narrow body passagerfly (Boeings Boeing 757–300) kan medbringe maksimum 289 passagerer.
Passagerfly blev oprindeligt konfigureret alene som narrow body fly, men med fremkomsten af Boeing 747 med wide-body begyndte flyproducenterne at fremstille begge typer. 

## Eksempler  på fly med Narrow body

### Syv-sædet konfiguration
- BAe Trident – Channel Airways anvendte som det eneste luftfartsselskab en konfiguration med 4+3 sæder til BAe Trident.[2]

### Seks-sædet konfiguration
- Airbus A320 – Det p.t. bedst sælgende passagerfly i verden og næstbedste gennem tiderne. Kabinens udvendige diameter er 395 cm.
- Boeing 707 – Den første kommercielt succesfyldte passagerfly. Kabinens udvendige diameter er 376 cm. Videreudviklet til Boeing 720 med samme udvendige mål for kabinen.
- Boeing 727 – På et tidspunkt verdens mest udbredte passagerfly. Kabinens udvendige diameter er 376 cm.
- Boeing 737 – verdens mest solgte passagerfly. Kabinens udvendige diameter er 376 cm.
- Boeing 757 – Det største narrow body fly. Udvendig kabinediameter er 376 cm.
- Douglas DC-8 - et fire-motorers fly bygget mellem 1958-72. Kabinens udvendige diameter er 373.
- Irkut MC-21 - To-motorers jetfly under udvikling. Kabinens udvendige diameter er 382 cm.
- Ilyushin Il-62 - Verdens største passagerfly ved introduktionen i 1963
- Tupolev Tu-114 – Verdens største og hurtigste passagerfly ved introduktionen i 1961. Flyet er den dag i dag det hurtigste propel-drevne passagerfly. Kabinens udvendige diameter er 4,2 m
- Tupolev Tu-154 – Et af de mest udbredte passagerfly produceret i Sovjetunionen.
- Vickers VC10 - Et fire-motoret passagerfly, der har rekorden som det hurtigste subsoniske fly over Atlanten. Kabinens udvendige diameter er 375 cm.

### Fem-sædet konfiguration
- Bombardier CSeries - Under udvikling med en udvendig kabinediameter på 328 cm.
- de Havilland Comet – Verdens første jetdrevne passagerfly
- Fokker F28 – Udvendig kabinediameter 3,3 m
  - Fokker 70 – Videreudvikling af Fokker F28
  - Fokker 100 – Videreudvikling
- McDonnell Douglas DC-9 – Grundmodel, der blev produceret i store tal fra 1965 til 1982. Udvendig kabinediameter på 328 cm.
  - McDonnell Douglas MD-80 – En videreudvikling af DC-9 med en udvendig kabinediameter på 340 cm.
  - Boeing 717 – Seneste udvikling baseret på DC-9. Udvendig kabinediameter på 340
- Sukhoj Superjet 100 – Russisk nyudviklet passagerfly. Indvendig kabinediameter på 322 cm.
- Sud Aviation SE 210 Caravelle – Verdens første jetdrevne passagerfly til kort- og mellemdistance flyvninger.
- Douglas DC-4 – Propeldrevet passagerfly med stempelmotor.
- Douglas DC-7 – Propeldrevet passagerfly med stempelmotor.
- Ilyushin Il-18 - Turboprop passagerfly produceret mellem 1959 og 1979 med udbredt anvendelse i østblokken
- Lockheed Constellation – Propeldrevet passagerfly med stempelmotor. Blev bl.a. anvendt som fly for præsident Dwight D. Eisenhower.
- Vickers Viscount – Verdens første turboprop passagerfly.

### Fire-sædet konfiguration
- ATR 42 - Turbo-prop passagerfly
  - ATR 72 - Videreudvikling af ATR 42
- Bombardier Q Series - Turboprop passagerfly til mellem- og kortdistance flyvninger
- Bombardier CRJ - Turboprop passagerfly til mellem- og kortdistance flyvninger
- Concorde - Det ene af to udviklede supersoniske passagerfly.
- Douglas DC-3 – Propeldrevet passagerfly med stempelmotor. Produceret i mere end 16.000 eksemplarer (inklusive transportversion)
- Tupolev Tu-144 – Verdens første supersoniske passagerfly. Fløj første gang den 31. december 1968, to måneder før Concorden.

### Tre-sædet konfiguration
- Embraer EMB 120
- Saab 340
- Saab 2000
- Short 360